# 직권주의
직권주의(職權主義)란 소송법상 소송에서의 주도적 지위를 법원에게 인정하는 소송구조를 말하는 것으로 이는 당사자주의에 상대되는 개념이다.
직권주의에서는
① 법원이 실체적 진실을 발견하기 위해 검사나 피고인의 주장이나 청구에 구속받지 않고 직권으로 증거를 수집 및 조사해야 하는 직권탐지주의와,
② 소송물은 법원의 지배하에 있으므로 법원이 직권으로 사건을 심리할 것을 요구한다는 직권심리주의가 있다.
직권주의는 당사자주의에 대한 규제적·보충적 기능을 하고 있다.

## 한국 형사소송법상 직권주의적 요소
- 공소장변경요구제도(제298조②)
- 피고인신문(제296조의2)
- 법원의 보층적 직권신문제도(제161조의2)
- 직권증거조사(직권증인신문)(제295조)
- 석명권(규칙 제141조)
- 증거동의의 진정성조사제도(제318조①)